# Gerichtsgebäude (Hamilton)

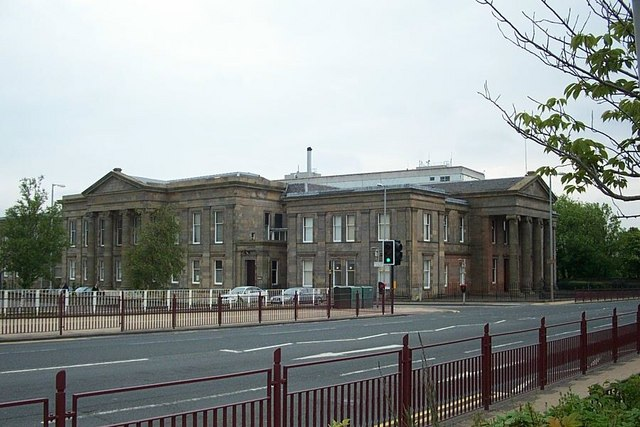
Gerichtsgebäude von Hamilton

Das Gerichtsgebäude von Hamilton ist ein Gerichtsgebäude in der schottischen Ortschaft Hamilton in der Council Area South Lanarkshire. 1971 wurde das Bauwerk in die schottischen Denkmallisten in der höchsten Denkmalkategorie A aufgenommen.

## Geschichte
Die Grundsteinlegung wurde am 10. Juni 1834 begangen. Anhand historischer Aufzeichnungen kann nachvollzogen werden, dass es sich zunächst um ein längliches Gebäude mit symmetrisch flankierenden kleineren Gebäudeteilen gehandelt hat. Während sich der Justizbereich im Erdgeschoss befand, tagte im Obergeschoss die Regierung von Lanarkshire. In den flankierenden Gebäuden waren das Büro des Sheriffs sowie weitere Büroräume untergebracht. Rückwärtig befand sich ein Gefängnis. Für den Bau des neuen Regierungssitzes, der 1886 an der Rückseite des Gerichtsgebäudes entstand, wurde das Gefängnis abgebrochen. Im Zuge dieser Arbeiten wurde der Innenraum des älteren Gebäudes den neuen Aufgaben angepasst.
Im Jahre 1900 wurde an der Rückseite ein Flügel für Polizeikräfte hinzugefügt. Im Laufe der 1980er Jahre profitierte das Gebäude von einem Budget zur Modernisierung von schottischen Gerichtsgebäuden. Der Innenraum wurde in diesem Zuge umfassend modernisiert.

## Beschreibung
Das Gerichtsgebäude befindet sich an der Kreuzung zwischen Alamda Street und Beckford Street im Nordosten von Hamilton. Während westlich mit den Lanark County Buildings der moderne Regierungssitz für South Lanarkshire angrenzt, befindet sich östlich der örtliche Campus der University of the West of Scotland. Das zweistöckige Gebäude ist klassizistisch ausgestaltet. An beiden Straßenseiten springen Portikus mit ionischen Säulen hervor. Sie tragen Gebälk und Dreiecksgiebel. Kolossale ionische Pilaster gliedern die Fassaden des zweistöckigen Komplexes vertikal.